# 최영환 (1959년)
최영환(崔永煥, 1959년 2월 28일 ~ 2016년 9월 16일)은 전 KBO 리그 삼미 슈퍼스타즈의 포수이다.

## 선수 시절

### 삼미 슈퍼스타즈시절
1982년에 입단하였다.

### 태평양 돌핀스시절
1988년에 입단하였다.

## 야구선수 은퇴 후
2004년부터 동산고등학교 야구부의 감독으로 활동했다. 2016년에 사망했다.